# Canarium megalanthum
Canarium megalanthum är en tvåhjärtbladig växtart som beskrevs av Merrill. Canarium megalanthum ingår i släktet Canarium och familjen Burseraceae. Inga underarter finns listade i Catalogue of Life.